# Edward Despard
Edward Marcus Despard (* 6. März 1751; † 21. Februar 1803 in London) war ein britischer Offizier und politischer Aktivist, der im späten 18. und frühen 19. Jahrhundert für seine Rolle in verschiedenen politischen Bewegungen und seine Beteiligung an einem gescheiterten Verschwörungsplan zur Absetzung der britischen Monarchie bekannt wurde.

## Leben
Edward Despard wurde in Irland geboren und trat dem 50th (Queen’s Own) Regiment of Foot der britische Armee bei. Er diente in verschiedenen Konflikten, darunter dem Amerikanischen Unabhängigkeitskrieg, wo er sich durch seinen Mut und seine Führungsqualitäten auszeichnete. Nach dem Krieg wurde er zum Lieutenant Colonel befördert.
Nach seiner militärischen Laufbahn begann Despard, sich mit sozialen und politischen Themen auseinanderzusetzen. Er wurde ein Verfechter der Arbeiterrechte und der Unabhängigkeit von Kolonien, insbesondere in den britischen Überseegebieten. Sein Engagement für soziale Gerechtigkeit führte ihn in Kontakt mit verschiedenen revolutionären Bewegungen in Europa.
Im Jahr 1803 war Despard einer der Hauptakteure in einem Verschwörungsplan, der die Absetzung der britischen Monarchie und die Errichtung einer republikanischen Regierung zum Ziel hatte. Die Verschwörung wurde jedoch entdeckt, und Despard sowie mehrere Mitverschwörer wurden verhaftet. Er wurde vor Gericht gestellt und wegen Hochverrats angeklagt.
Edward Despard wurde am 21. Februar 1803 in London hingerichtet. Sein Tod erregte große Aufmerksamkeit und führte zu einer Debatte über die politischen und sozialen Umstände seiner Zeit. Despard wird heute als Märtyrer für die Sache der Arbeiterrechte und der politischen Freiheit angesehen.